# Gabriella Brum
Gabriella Brum (Berlim, 19 de março de 1962) foi eleita Miss Mundo 1980 representando a Alemanha Oriental, porém renunciou cerca de 18 horas depois quando se descobriu que ela havia feito fotos de nudez previamente, segundo o The Guardian e o Le Journal de Québec.
Criada pela mãe solteira, desde pequena Gabriella chamava a atenção por sua beleza, e logo começou a participar de concursos de talento infantis na Alemanha. Em 1980, largou a escola para perseguir o sonho de ser uma estrela de cinema e conheceu o fotógrafo Wolfgang Benno Bellenbaum, que prometeu fazer as fotos para seu portfólio e tornou-se seu namorado. Mesmo não morando mais na Alemanha, foi escolhida representante do país no Miss Mundo, concurso que venceu no dia 13 de novembro daquele ano. Gabriella foi a segunda alemã a ser escolhida Miss Mundo, depois de Petra Schumann.
Apenas 18h depois, porém, ela abdicou da posição. Gabriella alegou que a renúncia se devia a seu namorado não aprovar a ideia dela ser Miss Mundo (acesse imagem de uma matéria publicada). "A alemã Gabriella Brum quebrou o recorde de reinado mais curto de uma Miss Mundo: passou apenas 18 horas com o título antes de renunciar a ele. Em entrevistas, ela disse que abdicou da coroa devido à pressão do namorado e da mídia. Descobriu-se depois que ela foi pressionada a renunciar pela própria organização do concurso, que descobriu a publicação de um ensaio nu da modelo, o que é proibido pelas regras. Após a confusão, a modelo posou nua de novo, desta vez para a Playboy norte-americana, em 1981.", escreveu a revista Superinteressante em julho de 2018.
Foi substituída por Kimberley Santos, representante de Guam, que havia sido segunda colocada. Um ano depois, casou-se com Benno e começou uma carreira de modelo nos EUA. O casamento não durou muito tempo e Benno suicidou-se em seu apartamento em Encino, Los Angeles, anos depois.